# 王赓廷
王赓廷（？—？），字芷飏，一作子飏，直隶省抚宁县榆关镇小李庄（今称崔李庄）人，清朝末年官员。

## 生平
光绪十五年（1887年），王赓廷中举人，以誊录议叙分发山东，署济宁州知州，任内主修了《济宁州乡土志》。
光绪三十一年（1905年），王赓廷升任濮州知州。不久，他因功署曹州府知府。光绪三十二年（1906年），濮州孙汪至阎店段的堰长周五典为了修河堤而强抓民夫并勒索堰捐，濮州王榔头庄（今隶属鄄城县箕山乡）人、红沙会创立者王宗朋率众抗捐，周五典乃同濮州知州王赓廷连夜赴曹州诬告王宗朋造反，同年农历三月十日，王宗朋被诱至王崮堆（今鄄城镇）杀害。光绪三十二年（1906年）、光绪三十四年（1908年），王赓廷均受清廷嘉奖。宣统元年（1909年），王赓廷获选部引见。
宣统元年（1909年），文童萧春旺之妻萧李氏自缢身亡，濮州知州蒋兹怀疑本案另有隐情，对萧春旺刑讯逼供，导致其死亡。案发后，家属赴曹州府上告，被知府王赓廷驳回，家属乃上告兖沂曹济道吴永。吴永将此案提交山东巡抚孙宝琦，孙宝琦派员查实情况后，奏参都察院巡城御史瑞璐革职查办，知州蒋兹发往军台效力，知府王赓廷革职。宣统二年二月（1910年），王赓廷遭孙宝琦参劾革职。
宣统三年到民国元年（1911年－1912年），王赓廷任奉天昌图府知府。
民国元年七月（1912年），天津县裁撤，天津府保留；民国二年四月（1913年），天津府裁撤，天津县重设。1914年到1917年10月，王赓廷署天津县知事。
民国六年三月到民国八年五月（1917年－1919年），民国八年七月到民国十一年二月（1919年－1922年），民国十一年三月（1922年），王赓廷三次出任江苏沪海道尹。
此后，王赓廷生平不详。